# Патті ван Аккер
Патті ван Аккер (нар. 21 жовтня 1976) — колишня бельгійська тенісистка.
Найвищу одиночну позицію світового рейтингу — 146 місце досягла 10 травня 1999, парну — 195 місце — 29 липня 2002 року.
Здобула 8 одиночних та 5 парних титулів туру ITF.

## Фінали ITF

### Одиночний розряд: 14 (8–6)
| турніри $50,000 |
| турніри $25,000 |
| турніри $10,000 |

| Результат | Ранг | Дата            | Турнір                        | Покриття | Суперниця            | Рахунок            |
| --------- | ---- | --------------- | ----------------------------- | -------- | -------------------- | ------------------ |
| Поразка   | 1.   | 8 травня 1995   | ITF Ле-Туке, Франція          | Ґрунт    | Амелі Кокто          | 2–6, 1–6           |
| Перемога  | 1.   | 24 липня 1995   | ITF Гергюговард, Нідерланди   | Ґрунт    | Зузана Лешенарова    | 6–4, 6–2           |
| Перемога  | 2.   | 7 серпня 1995   | ITF Ребек, Бельгія            | Ґрунт    | Каролін Віллот       | 6–4, 4–6, 6–1      |
| Перемога  | 3.   | 7 квітня 1996   | ITF Мулен, Франція            | Тверде   | Ізабель Таш          | 6–1, 4–6, 6–4      |
| Поразка   | 2.   | 12 травня 1996  | ITF Ле-Туке, Франція          | Ґрунт    | Германа ді Натале    | 3–6, 6–7           |
| Перемога  | 4.   | 23 червня 1996  | ITF Клостерс, Швейцарія       | Ґрунт    | Керстін Таубе        | 6–2, 6–2           |
| Перемога  | 5.   | 26 січня 1997   | ITF Бостад, Швеція            | Тверде   | Анна-Карін Свенссон  | 4–6, 7–5, 6–1      |
| Поразка   | 3.   | 10 травня 1998  | ITF Куарту-Сант'Елена, Італія | Тверде   | Майке Фреліх         | 4–6, 6–3, 1–6      |
| Перемога  | 6.   | 31 травня 1998  | ITF Сан-Северино, Італія      | Ґрунт    | Мая Матевжич         | 7–5, 6–3           |
| Поразка   | 4.   | 14 червня 1998  | ITF Ленцергайде, Швейцарія    | Ґрунт    | Магдалена Зденовкова | 6–1, 6–7, 4–6      |
| Перемога  | 7.   | 9 серпня 1998   | ITF Падеборн, Німеччина       | Ґрунт    | Марія Вольфбрандт    | 6–0, 6–4           |
| Поразка   | 5.   | 30 серпня 1998  | ITF Мідделкерке, Бельгія      | Ґрунт    | Лусіана Масанте      | 7–5, 3–6, 4–6      |
| Перемога  | 8.   | 20 серпня 2000  | ITF Лондон, Англія            | Тверде   | Марезе Жубер         | 6–4, 6–1           |
| Поразка   | 6.   | 24 березня 2002 | ITF Шоле, Франція             | Ґрунт    | Сандра Клезель       | 7–6(7–2), 4–6, 4–6 |

### Парний розряд: 13 (5–8)
| Результат | Ранг | Дата            | Турнір                     | Покриття   | Партнерка           | Суперниці                              | Рахунок            |
| --------- | ---- | --------------- | -------------------------- | ---------- | ------------------- | -------------------------------------- | ------------------ |
| Перемога  | 1.   | 12 червня 1995  | ITF Боссонан, Швейцарія    | Ґрунт      | Деббі Гак           | Стефані Ґомпертс Генріетте ван Алдерен | 6–7, 6–3, 7–5      |
| Поразка   | 1.   | 11 травня 1996  | ITF Ле-Туке, Франція       | Ґрунт      | Анна Лінкова        | Наталі Ерреман Карін Кентрек           | 1–6, 1–6           |
| Перемога  | 2.   | 23 червня 1996  | ITF Клостерс, Швейцарія    | Ґрунт      | Деббі Гак           | Зільке Франкль Урсула Светлік          | 6–3, 7–6           |
| Поразка   | 2.   | 6 жовтня 1996   | ITF Льєйда, Іспанія        | Ґрунт      | Аманда Гопманс      | Кірстін Фрає Барбара Шварц             | 2–6, 1–6           |
| Поразка   | 3.   | 25 січня 1997   | ITF Бостад, Швеція         | Тверде (i) | Анна-Карін Свенссон | Анніка Ліндстедт Драгана Зарич         | 7–6, 6–7, 3–6      |
| Перемога  | 3.   | 19 липня 1997   | ITF Гечо, Іспанія          | Ґрунт      | Аманда Гопманс      | Алісія Ортуньйо Гіла Розен             | 7–5, 4–6, 7–5      |
| Поразка   | 4.   | 9 квітня 2000   | ITF Дінан, Франція         | Ґрунт (i)  | Стефані Форец       | Ванесса Генке Зіна Шрайбер             | 7–6(7–2), 4–6, 2–6 |
| Поразка   | 5.   | 17 лютого 2001  | ITF Саттон, Англія         | Тверде (i) | Аманда Гопманс      | Елені Даніліду Лідія Штайнбах          | 0–6, 4–6           |
| Перемога  | 4.   | 23 вересня 2001 | ITF Глазго, Шотландія      | Тверде (i) | Леслі Буткевіч      | Гелена Еєсон Ева Ербова                | 6–2, 6–2           |
| Поразка   | 6.   | 23 березня 2002 | ITF Шоле, Франція          | Ґрунт      | Леслі Буткевіч      | Кароліне Мас Габріела Навратілова      | 1–4 ret.           |
| Поразка   | 7.   | 13 квітня 2002  | ITF Дінан, Франція         | Ґрунт (i)  | Юлія Бейгельзимер   | Каролін Денін Емілі Луа                | 3–6, 1–6           |
| Поразка   | 8.   | 22 червня 2002  | ITF Ленцергайде, Швейцарія | Ґрунт      | Леслі Буткевіч      | Ніколь Сьюелл Саманта Стосур           | 4–6, 3–6           |
| Перемога  | 5.   | 30 червня 2002  | ITF Фонтанафредда, Італія  | Ґрунт      | Леслі Буткевіч      | Сусанне Трік Крістен ван Елден         | 7–5, 6–3           |